# Stade Kranjčević
Le stade Kranjčević (en croate : Stadion u Kranjčevićevoj ulici) est un stade de football situé à Zagreb en Croatie.
Construit en 1921, il est le deuxième plus grand stade de la ville après le stade Maksimir. Il doit son nom à l'écrivain croate Silvije Strahimir Kranjčević (1865-1908).